# Sebastián Raval
Sebastián Raval (Cartagena, Múrcia, 1550 - Palerm, Sicília, 1604) fou un eclesiàstic i músic murcià.
Seguí la carrera eclesiàstica i fou mestre de capella del duc d'Urbino i de la catedral de Palerm. Fou un gran teòric, però l'orgull el perjudicà molt, com ho prova el fet següent. Trobant-se Raval en Roma, de passada cap a Palerm el 1593, s'alabà de tal forma davant de diversos músics de ser ell el més hàbil contrapuntista de la seva època, i per sostenir aquesta afirmació invità a Giovanni Maria Nanini i Francesco Soriano, cèlebres contrapuntistes, a un concurs, havent de desenvolupar els tres un tema que escolliria el propi Raval. Aquells acceptaren el repte del compositor espanyol, i en acabar els respectius treballs, Raval no va poder menys de declarar-se vençut davant les composicions que presentaren els seus rivals, adornades amb tots amb tots els artificis del contrapunt, sense perjudicar l'elegància de l'estil i la claredat de la composició, i conforme al pactat, es declarà humilment deixeble d'aquells mestres.
A Palerm no donà proves de més humilitat que a Roma, com ho demostra la polèmica que va sostenir amb Aquiles Falcone.
Publicà: Madrigali a cinque voci (Venècia, 1585); Il primo libro di canzonete a quattro voci (Venècia, 1595), i Libro de Motetti (Palerm, 1601), Lamentacions del profeta Jeremíes a 5 veus. Editades a Roma el 1594.